# Nobuyuki Idei
Nobuyuki Idei (出井 伸之, Idei Nobuyuki; Tóquio, 22 de novembro de 1937 – Tóquio, 2 de junho de 2022) foi um antigo chairman e CEO da Sony Corporation até 7 de março de  2005. É também diretor da General Motors, Baidu, Yoshimoto Kogyo e Nestlé.

## Morte
Nobuyuki Ideia morreu no dia 2 de junho de 2022, em Tóquio, aos 84 anos de idade.